# Rugby klub Petrovice
Rugby klub Petrovice (RK Petrovice) je český klub hrající ragby. Působí v Petrovicích, místní části města Praha.

## Další informace
V roce 1944 vznikl oddíl Radostně vpřed – HC Blesk, který přešel do známějšího oddílu I. ČLTK (1945 – 1949), později Sokola Praha 1 a po komunistickém sjednocení tělovýchovy do Sokola Šverma Jinonice. V roce 1950 získal název Spartak Motorlet a nakonec TJ Motorlet pod záštitou podniku Motorlet. Od roku 1992 nese klub název RK Petrovice. I když z mužstva pochází také reprezentační ragbisté, tak mužstvo bylo od svého vzniku bez vlastního hřiště až do roku 1980. V roce 2007 zde byla založena také ženská sekce.